# Alía
Alía – gmina w Hiszpanii, w prowincji Cáceres, w Estramadurze, o powierzchni 599,51 km². W 2011 roku gmina liczyła 964 mieszkańców.